# Октябрський (Березовський міський округ)
Октя́брський (рос. Октябрьский) — селище у складі Березовського міського округу Свердловської області.
Населення — 127 осіб 2010, 118 у 2002).
До 12 липня 2004 року селище мало статус селища міського типу.